# Sønder Vinge-stenen 1
Sønder Vinge-stenen 1 er en runesten, fundet i Sønder Vinge før 1627. Den ældste meddelelse stammer fra Skonvig, som skriver, at den ligger på Ulstrup mark mellem Ulstrup-Rønge-vejen og Gudenåen. Nu er den opstillet i parken til Ulstrup Slot syd for sydfløjen. Runestenen har ingen umiddelbar sammenhæng med Sønder Vinge-stenen 2, som blev fundet i 1866 som bygningselement i Sønder Vinge Kirke.

## Indskrift
| Translitteration | ... -(a)i(s)(þ)i ...-si : ift skibara : sin(ą) (:) þ(i)r(i) : auk : tuf(a) (:) |
| Transskription   | ... [r]æisþi ... [þann]si(?) æft skipara sīna Þīri(?) ok Tōfa.                 |
| Oversættelse     | [NN] rejste [denne sten] efter sine skippere Thire og Tue.                     |

Indskriften er ordnet i lodrette rækker i blandet linjefølge. De første to rækker er i parallelordning, og de to sidste i bustrofedon. Indskriften er meget fragmenteret, men kan rekonstrueres til en meningsgivende tekst, idet den følger samme mønster som hovedparten af danske runesten i årtierne omkring år 1000. Betegnelsen 'skipper' kendes fra andre danske runesten, f.eks. Tågerup-stenen på Lolland og Solberga-stenen i Skåne. Mandsnavnet Þírir er rekonstrueret i teksten, og der kendes ingen paralleller. Iflg. Lena Peterson er navnets oprindelse uvis. Der kan være tale om en fejlristet form af et andet personnavn.